# Zein Al-Sharaf Talal
Zein al-Sharaf Talal (2 de agosto de 1916 - 26 de abril de 1994) fue reina consorte de Jordania y esposa del rey Talal ibn Abd Allah. Fue también la madre del rey Huséin I de Jordania. Es recordada por su compromiso con la educación, los derechos de las mujeres y las obras sociales en el reino hachemita.

## Familia
Nació en Alejandría (Sultanato de Egipto). Hija del jerife Jamal bin Nasser, Gobernador de Hauran y la turca Vijdan Hanım. Su padre era sobrino del jerife Husayn ibn Ali de La Meca y su madre era hija de Shakir Bajá, Gobernador de Chipre, sobrino-nieto de Kâmil Bajá. Sus tías paternas fueron Musbah bint Nasser y Huzaima bint Nasser.

## Matrimonio y descendencia
Zein contrajo matrimonio con su primo hermano el príncipe Talal ibn Abd Allah el 27 de noviembre de 1934, con quien tuvo cuatro hijos y dos hijas:
- Huséin I de Jordania (14 de noviembre de 1935 – 7 de febrero de 1999)
- Princesa Asma bint Talal (fallecida al nacer en 1937)
- Príncipe Muhámmad bin Talal (2 de octubre de 1940 – 29 de abril de 2021)
- Príncipe Hassan bin Talal (nacido el 20 de marzo de 1947)
- Príncipe Muhsin bin Talal (difunto)
- Princesa Basma bint Talal (nacida el 11 de mayo de 1951).

## Carrera
La reina Zein jugó un papel importante en el desarrollo político del Reino jordano a inicios de los años 1950, por su esfuerzo apoyando los derechos de la mujer y obras benéficas.
Participó en la redacción de la constitución de 1952, que dio ciertos derechos a las mujeres y realzó el desarrollo social del país. También creó el primer sindicato femenino de Jordania en 1944. La reina Zein llenó un vacío constitucional después del asesinato del rey Abd Allah I de Jordania en 1951, mientras el nuevo rey Talal era tratado fuera del Reino. La reina jugó de nuevo ese papel durante el periodo entre agosto de 1952, cuándo su hijo, el rey Hussein, fue proclamado monarca, y mayo de 1953, cuando asumió sus deberes constitucionales a la edad de dieciocho años.
Tras la llegada de refugiados palestinos a Jordania después de la Guerra árabe-israelí de 1948, dirigió los esfuerzos del país para ayudar a las decenas de miles de refugiados. Fue también fundamental a la hora de crear la rama femenina de la Sociedad Nacional Jornada de la Media Luna Roja en 1948. Durante su vida, la reina Zein dedicó tiempo y energía al orfanato Um Al Hussein de Amán.

## Títulos y tratamientos
| ● 25 de mayo de 1946-20 de julio de 1951:   | Su alteza real la princesa Zein de Jordania |
| ● 20 de julio de 1951-11 de agosto de 1952: | Su majestad la reina de Jordania            |
| ● 11 de agosto de 1952-26 de abril de 1994: | Su majestad la reina Zein de Jordania       |

## Honores

### Honores nacionales
- Jordania: Dama Gran Cordón con Collar de la Orden de al-Hussein bin Ali. [1]

### Honores extranjeros
- Malasia: Gran Comandante Honoraria del Orden del Defensor del Reino (SMN, 24 de abril de 1965). [2]

| Predecesor: Musbah bint Nasser | Reina consorte de Jordania 20 de junio de 1951 - 11 de agosto de 1952 | Sucesor: Dina bint Abdul Hamid |